# أمير بلامنفيلد
أمير بلامنفيلد هو كاتب وممثل إسرائيلي، ولد في 18 يناير 1983 في العفولة في إسرائيل.

## وصلات خارجية
- الموقع الرسمي
- أمير بلامنفيلد على موقع IMDb (الإنجليزية)
- أمير بلامنفيلد على موقع قاعدة بيانات الفيلم (الإنجليزية)